# Große Sinfonie in C-Dur
Die Große Sinfonie in C-Dur (D 944) ist die letzte Sinfonie von Franz Schubert. Sie wurde postum am 21. März 1839 im Gewandhaus in Leipzig unter der Leitung von Felix Mendelssohn Bartholdy uraufgeführt. Aufgrund des Wertes, den Schubert dieser Sinfonie selbst zuschrieb, und nicht zuletzt zur Unterscheidung von der sehr viel kürzeren (und daher oft als „Kleine C-Dur“ bezeichneten) 6. Sinfonie in C-Dur, erhielt sie nachträglich den Beinamen „die Große“. Das Werk trägt nach aktuellem Stand der Forschung in der Reihe von Schuberts Sinfonien die Nummer 8. Mit einer Spieldauer von circa 60 Minuten war sie für viele Jahre das längste Instrumentalwerk überhaupt.

## Werkbeschreibung
Die Sinfonie besteht aus vier Sätzen:
1. Andante – Allegro ma non troppo – Più moto (C-Dur, 2/2-Takt, 685 Takte)
2. Andante con moto (a-Moll, 2/4-Takt, 380 Takte)
3. Scherzo. Allegro vivace (C-Dur, 3/4-Takt, 238 Takte) – Trio (A-Dur, 3/4-Takt, 166 Takte)
4. Finale. Allegro vivace (C-Dur, 2/4-Takt, 1154 Takte)

## Orchesterbesetzung
2 Flöten, 2 Oboen, 2 Klarinetten in C (im 2. Satz in A), 2 Fagotte, 2 Hörner in C, 2 Trompeten in C (im 2. Satz in A), 3 Posaunen, Pauken in C und G (im 2. Satz in A und E), I. Violine, II. Violine, Bratsche, Violoncello, Kontrabass

## Geschichte und Datierung
Die Entstehungszeit der Großen C-Dur-Sinfonie lag lange Zeit im Dunkeln. Auf der ersten Notenseite des Partitur-Manuskripts ist die Datierung „März 1828“ angegeben, Schuberts Todesjahr. Untersuchungen an dem verwendeten Papier ergaben jedoch, dass es sich bei dieser Datierung weder um den Beginn der Komposition noch um den Zeitpunkt einer detaillierten Ausarbeitung handeln kann. Vielmehr deuten die Ergebnisse auf eine wesentlich frühere Entstehung hin. Die aktuelle Forschung geht von einer Entstehung im Jahr 1825 aus (Näheres dazu siehe unten). Weiterhin besteht nach dem Musikwissenschaftler Ernst Hilmar die Möglichkeit, dass Schuberts Handschrift, in welcher die „5“ von der „8“ mitunter kaum zu unterscheiden ist, schlicht falsch interpretiert wurde. Erschwerend kommt in diesem Fall hinzu, dass die Datierung zusätzlich von fremder Hand in Richtung „1828“ überschrieben wurde.
Bereits im Frühjahr 1824 schrieb Schubert an seinen Freund Leopold Kupelwieser, dass er sich über die Komposition mehrerer Instrumentalwerke „den Weg zur großen Sinfonie bahnen“ wolle. In dem Brief geht es außerdem um die unmittelbar bevorstehende Uraufführung von Beethovens 9. Sinfonie, die am 7. Mai 1824 in Wien stattfinden sollte. Schubert hatte die vom Publikum gefeierte Uraufführung selbst miterlebt, war völlig begeistert und fühlte sich zugleich vollkommen niedergeschmettert, da er trotz all seiner bisherigen Bemühungen lediglich als Lied-Komponist etabliert war. In diesem Zusammenhang schrieb er, dass er möglicherweise schon im nächsten Jahr ein „ähnliches Concert“ zu geben im Stande sei. Hieraus wird geschlossen, dass Schubert sich über seine große Sinfonie mit Beethoven messen wollte. Darüber hinaus war es für ihn von existentieller Notwendigkeit, ein ähnlich großes und erfolgreiches Konzert wie Beethoven zu geben. Seine frühen Sinfonien schienen ihm dazu jedoch ungeeignet, denn sie wurden aus anderem Anlass und für andere Anlässe geschrieben. Den Anspruch einer „großen Sinfonie“, den das neue Werk für Schubert zu erfüllen hatte, ist neben der Unterscheidung zur 6. Sinfonie in C-Dur der Grund für ihren Beinamen „die Große“.

## Die „Gmunden-Gasteiner Sinfonie“

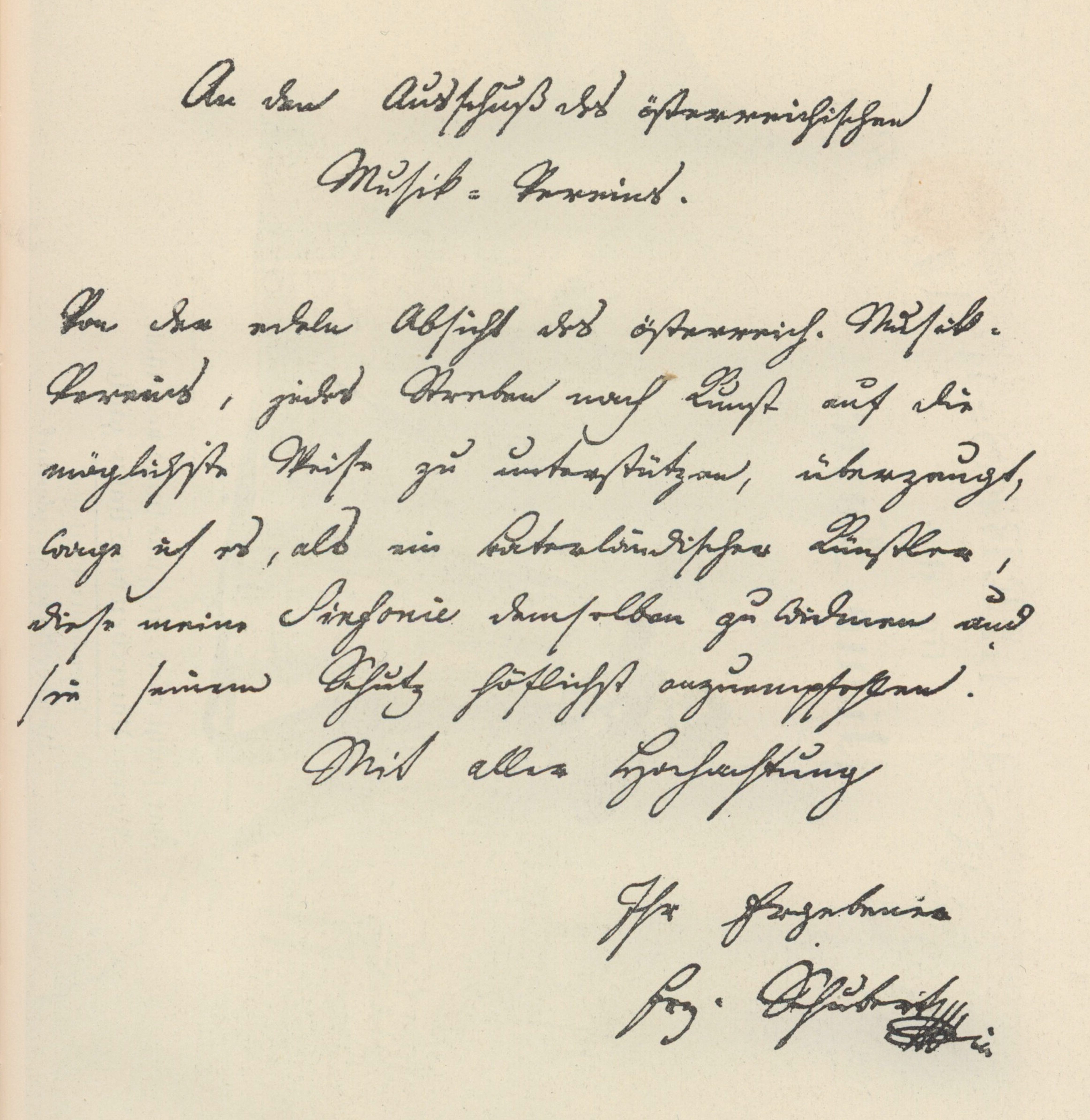
Schuberts Brief an die Gesellschaft der Musikfreunde, betreffend die Große C-Dur-Sinfonie, D 944

Mehrere Indizien weisen darauf hin, dass Schubert im Jahr 1825 in der Sommerfrische in Gmunden und später in Bad Gastein an einer Sinfonie in C-Dur gearbeitet hat.
Im Oktober 1826 widmete Schubert sein neues Werk der Gesellschaft der Musikfreunde in Wien. Nachforschungen ergaben, dass das Manuskript gegen Ende des Jahres 1826 ins Museum der Gesellschaft gelangte. Da jedoch in den Belegen des Vereins weder die Tonart noch eine sonstige eindeutige Werkbezeichnung festgehalten wurde, entstand – in Verbindung mit der irreführenden Datierung „März 1828“ – die These der verschollenen „Gmunden-Gasteiner Sinfonie“, die Schubert anstelle der „Großen C-Dur“ in jenem Sommer 1825 geschrieben haben soll. Diese Theorie hielt sich bis weit ins 20. Jahrhundert und erhielt sogar einen regulären Eingang im Schubert-Werkverzeichnis von 1951 mit der Werknummer D 849. In der deutschen Ausgabe von 1978 wurde sie ebenfalls, wenn auch bereits unter deutlichem Vorbehalt, übernommen.
Ende der 1970er-Jahre gelangte eine vermeintliche „Sinfonia in E 1825“ von Franz Schubert in Umlauf (die nicht zu verwechseln ist mit der unvollendeten Sinfonie in E-Dur D 729), bei der es sich angeblich um die Gmunden-Gasteiner Sinfonie handeln sollte. Es bestand indes schon nach sehr kurzer Zeit kein Zweifel daran, dass dieses Werk eine Fälschung von Gunter Elsholz (1936–2004) war, was Werner Maser dokumentierte.

## Chronologische Einordnung und Nummerierung
Erst seit den 1970er-Jahren gilt es in der Schubert-Forschung als erwiesen, dass das Autograph erst nachträglich auf 1828 datiert wurde, eventuell als Datierung einer Überarbeitung oder einer letzten Revision, um es anschließend den Verlegern als möglichst neues Werk zu präsentieren. In jedem Fall müsste Schubert die Partitur dazu für einen gewissen Zeitraum von der Gesellschaft der Musikfreunde zurückerhalten haben.
Die 1840 von Breitkopf & Härtel in Leipzig veröffentlichten Stimmen sowie die 1849 folgende Partitur erhielten zunächst keine Nummerierung. Die Zählung der „Großen C-Dur Sinfonie“ als Nr. 7 geht auf Johannes Brahms zurück, der als Herausgeber der Sinfonien im Rahmen der Alten Schubert-Ausgabe die „Unvollendete“ Sinfonie in h-Moll der „Großen C-Dur“ nachordnete. Um das Werk doch noch chronologisch einzuordnen, wurde es später in Nr. 9 umnummeriert, wobei man wahlweise den Entwurf für eine Sinfonie in E-Dur (D 729) oder die Gmunden-Gasteiner Sinfonie (D 849) als Nr. 7 mitzählte. Erst die neue Auflage des Deutsch-Verzeichnisses machte 1978 mit den verschiedenen verwirrenden Zählungen Schluss und sortierte die Sinfonie der Reihenfolge gemäß endgültig als Nr. 8 ein.
Dennoch hält sich bis heute ein hartnäckiges Durcheinander bezüglich der Nummerierung in der Praxis. Speziell auf dem amerikanischen Musikmarkt ist die Zählung als Nr. 7 oder Nr. 9 durchaus noch geläufig, was in vielen Fällen dazu führt, dass die Nummerierung bei Konzerten oder Veröffentlichungen gänzlich ignoriert wird. Die Sinfonie wird dann über ihren Beinamen als „Große C-Dur Sinfonie“ identifiziert.

## Analyse

### 1. Satz: Andante – Allegro ma non troppo
Der erste Satz der großen C-Dur-Sinfonie steht in der Sonatensatzform und umfasst 684 Takte. Dem Hauptthema ist eine ausgedehnte Einleitung vorangestellt, die mit einem eigenen Thema ausgestattet ist. Darüber hinaus enthält der Satz eine Coda. Die verschiedenen Satzteile Einleitung, Exposition, Durchführung, Reprise und Coda sind nicht eindeutig voneinander getrennt, sondern vielmehr durch eine Art Verlaufsenergie miteinander verschmolzen. So ist beispielsweise das Ende der Einleitung erst mit dem Beginn der Exposition erreicht (Takt 77–78).
Die Sinfonie wird mit einem Thema im Solohorn eröffnet (Takt 1–8), nicht als eine vom Satz isolierte Fanfare, obwohl es gleichsam als Signal für den Beginn des Satzes steht, sondern als musikalischer Grundbaustein. Der Achttakter ist durch seine asymmetrische Struktur von besonderer Form. Seine motivische Gliederung besteht nicht aus 4+4, sondern aus 3+3+2 Takten. Die ersten beiden Dreitaktgruppen sind nochmals in 2+1 Takte unterteilt, wobei der Einzeltakt als rhythmisches Echo seines vorangegangenen Taktes dient. Den gleichen Effekt erfüllt die Zweitaktgruppe, die das Thema abschließt. Ihr Echo ist allerdings auf beide Takte gedehnt und stellt dadurch die achttaktige Ordnung wieder her.
Die Audiowiedergabe wird in deinem Browser nicht unterstützt. Du kannst die Audiodatei herunterladen.
Die Takte 2 und 5 sind gleich, während sich 1 und 4 sowie 3 und 6 nur rhythmisch entsprechen. Melodisch gleichen sich die Takte 3 und 4 annähernd, metrisch sind sie jedoch entgegengesetzt. Takt 6 stimmt melodisch mit Takt 7–8 überein, jedoch sind deren Notenwerte augmentiert.
Harmonisch betrachtet schwebt das Thema zwischen C-Dur und dessen Paralleltonart a-Moll hin und her, während das Ende nach C-Dur deutet. Trotz der Komplexität des Themas wirkt es natürlich, fast improvisiert. Die Naturhaftigkeit wird durch die Klangfarbe der Hörner stark assoziierbar. Im Piano erklingt das Thema wie aus der Ferne, der Echocharakter des Zweitakters wird durch Pianissimo unterstrichen.
Die Streicher und Holzbläser greifen das Thema auf und bringen es zur erwartungsgemäßen Wiederholung (Takt 9–16). Anschließend folgt ein modulierender Mittelteil (Takt 17–28), der in der Tuttiversion des Hornthemas mündet (Takt 29 ff.). Hier kommen die Posaunen zum ersten Mal zur Geltung. Ihre Klangfärbung wurde sowohl als bedrohlich als auch als feierlich interpretiert. Zusammengefasst ist der bisherige Teil der Einleitung als liedförmig gearbeiteter a-a-b-a´ Abschnitt zu verstehen.
Es folgt eine verarbeitende Passage, die Teile des Themas in den Posaunen zu einer groß angelegten Steigerung bringt, an dessen Ende eine neue Variante des Hornthemas kommt (Takt 59 ff.). Diese steht erstmals eindeutig in C-Dur, und mit der hellen Tonart kehren auch die helleren Klangfarben der Holzbläser zurück. Triolierte Achtelfiguren in den Violinen steigern die Bewegungsenergie und steuern auf einen Höhepunkt zu, welcher sich durch zunehmende Verdichtung und Motivverkürzung immer weiter zuspitzt. Der jubelnde Höhepunkt ist mit dem Beginn des Allegro ma non troppo-Hauptsatzes der Exposition erreicht (Takt 78).
Das Hauptthema stammt aus dem zweiten Takt der Solohorneröffnung. Dieses Motiv hatte schon das Ende der Einleitung bestimmt und ist vor allem rhythmischer Natur. Das Hauptthema ist daher melodisch weniger markant, dafür dient es als Bewegungsmotor mit feierlich jubelndem Charakter.
Der Seitensatz (Takt 134 ff.) stoppt die Euphorie des Hauptsatzes abrupt und führt in eine ländliche Tanzszene, in der Oboe und Fagott ein volkstümliches Lied vortragen, harmonisch in der Dominantparallele e-Moll verweilend. Nach der Wiederholung des Seitensatzthemas (Takt 142–149) folgt eine für Schubert typische Phase der Gefühlssteigerung. Diese führt noch einmal kurz in eine Seitensatzvariante in G-Dur zurück (Takt 174 ff.), wird erneut gesteigert und mündet im Schlussteil der Exposition (Takt 200 ff.).
Dieser besteht aus einem zugerufenen Frage-Antwort-Spiel der Posaunen, das sich Stück für Stück intensiviert. Die Abstände zwischen den Posaunenrufen werden kürzer und gipfeln in einem leuchtenden G-Dur-(Quartsext-)Akkord (Takt 228). Dies ist der Startpunkt für einen „Jubilus“ im gesamten Orchester, mit dem die Exposition endet.
Die Durchführung (Takt 245–355) verarbeitet die Themen aus der Exposition. Zu Beginn dominiert die Seitensatzthematik (Takt 254 ff.) in As-Dur. Aus dem Hintergrund dringen aber schon bald markante Aufwärtsbewegungen des Hauptsatzes durch (Takt 268 ff.). Kurz darauf erscheinen die Rufmotive in den Posaunen (Takt 304). Diese steigern sich über as-Moll, e-Moll und c-Moll ins As-Dur (Takt 315 ff.) zu ihrem Höhepunkt. Doch der nun erwartete „Jubilus“ bleibt dieses Mal aus. Stattdessen wird in einen ruhigen Abschnitt (Takt 327–355) zurückgeführt, der die Durchführung beendet und die Reprise einleitet.
Die Reprise (Takt 356–684) verzögert zunächst die Befestigung der Grundtonart C-Dur. Nachhaltig wird diese sogar erst kurz vor Schluss erreicht (Takt 545 ff.). Ansonsten kann man hier weitestgehend von einer verhältnismäßig tongetreuen Reprise sprechen.
In der Coda (Takt 570–684) wird die Spannung wieder gesteigert. Unermüdlich jagt sie auf den Höhepunkt zu und steigert sich dabei in eine regelrechte Ekstase. Das Ziel ist die triumphale Rückkehr des Einleitungsthemas (Takt 661 ff.), das sich dadurch als der Hauptgedanke des Satzes offenbart und den Kreis zum Anfang der Sinfonie schließt.

## Rezeptionsgeschichte
Die Länge und Schwierigkeit der großen C-Dur-Sinfonie waren der Grund, weshalb die Gesellschaft der Musikfreunde in Wien das Werk zunächst zurücklegte. Dies geschah nicht, wie es die weit verbreitete Meinung ist, weil die Musiker sich weigerten es zu studieren, sondern vielmehr, weil sich das Werk als Übung für die Schüler des Konservatoriums als ungeeignet erwies. Die Partitur verschwand dann zunächst im Archiv des Vereins.
Erst 1839 wurde Robert Schumann während seines Wien-Aufenthalts von Ferdinand Schubert auf die Existenz der Partitur aufmerksam gemacht und trat sofort an den Verlag Breitkopf & Härtel heran, um ihre Veröffentlichung zu veranlassen. Anschließend begeisterte Ferdinand Schubert Felix Mendelssohn Bartholdy für das Werk, der es am 21. März 1839 im Rahmen der Leipziger Gewandhauskonzerte zur Uraufführung brachte. Es besteht kein Zweifel daran, dass diese Aufführung ungekürzt stattfand, zumal zeitgenössische Rezensionen die Dauer mit rund einer Stunde angaben und auch die bei der Aufführung von Mendelssohn verwendete Partiturabschrift keine Markierung von Kürzungen enthält. Das Konzert war ein voller Erfolg und führte zur unmittelbaren Verlegung der Stimmen und einem Arrangement für Klavier zu vier Händen durch den Verlag im Jahre 1840. Zur selben Zeit veröffentlichte Robert Schumann einen berühmt gewordenen Essay über Schuberts C-Dur-Sinfonie in der Neuen Zeitschrift für Musik, in dem er das Werk frenetisch anpries. Diesem Essay entstammt auch die bekannte Aussage Schumanns über die „himmlische Länge der Symphonie, wie ein dicker Roman in vier Bänden etwa von Jean Paul, der auch niemals endigen kann und aus den besten Gründen zwar, um auch den Leser hinterher nachschaffen zu lassen“.
Vor allem aber dieser Länge von knapp einer Stunde war es geschuldet, dass sich die Sinfonie nur langsam durchsetzte. Das zeitgenössische Publikum war sehr viel kompaktere Werke gewohnt und „hinterher nachschaffen“, wie Schumann es forderte, wollte kaum jemand. Die Sinfonie wurde in den Folgejahren in Leipzig und anderen Teilen Deutschlands dann aber mehrfach erfolgreich aufgeführt. Das Wiener Publikum bekam sie hingegen erst Ende 1850 in voller Länge zu hören.
In jüngster Zeit wurde die These diskutiert, dass die Sinfonie möglicherweise bereits am 12. März 1829 zum ersten Mal im Rahmen eines Concert spirituel im Landständischen Saal in Wien aufgeführt wurde. Der Musikhistoriker Otto Biba hatte aufgrund eines 1997 aufgefundenen Schreibens von Schuberts Adlatus Anselm Hüttenbrenner geschlossen, dass es sich bei der im Programm nicht näher bezeichneten neuen „Sinfonie von Franz Schubert“ um die C-Dur-Sinfonie D 944 handeln müsse. Diese Auffassung wurde von der Schubert-Forschung zurückhaltend aufgenommen. Vielmehr handelt es sich bei der am 12. März 1829 aufgeführten Sinfonie offenbar um die „Kleine“ C-Dur-Sinfonie D 589.